# ジョン・タナー

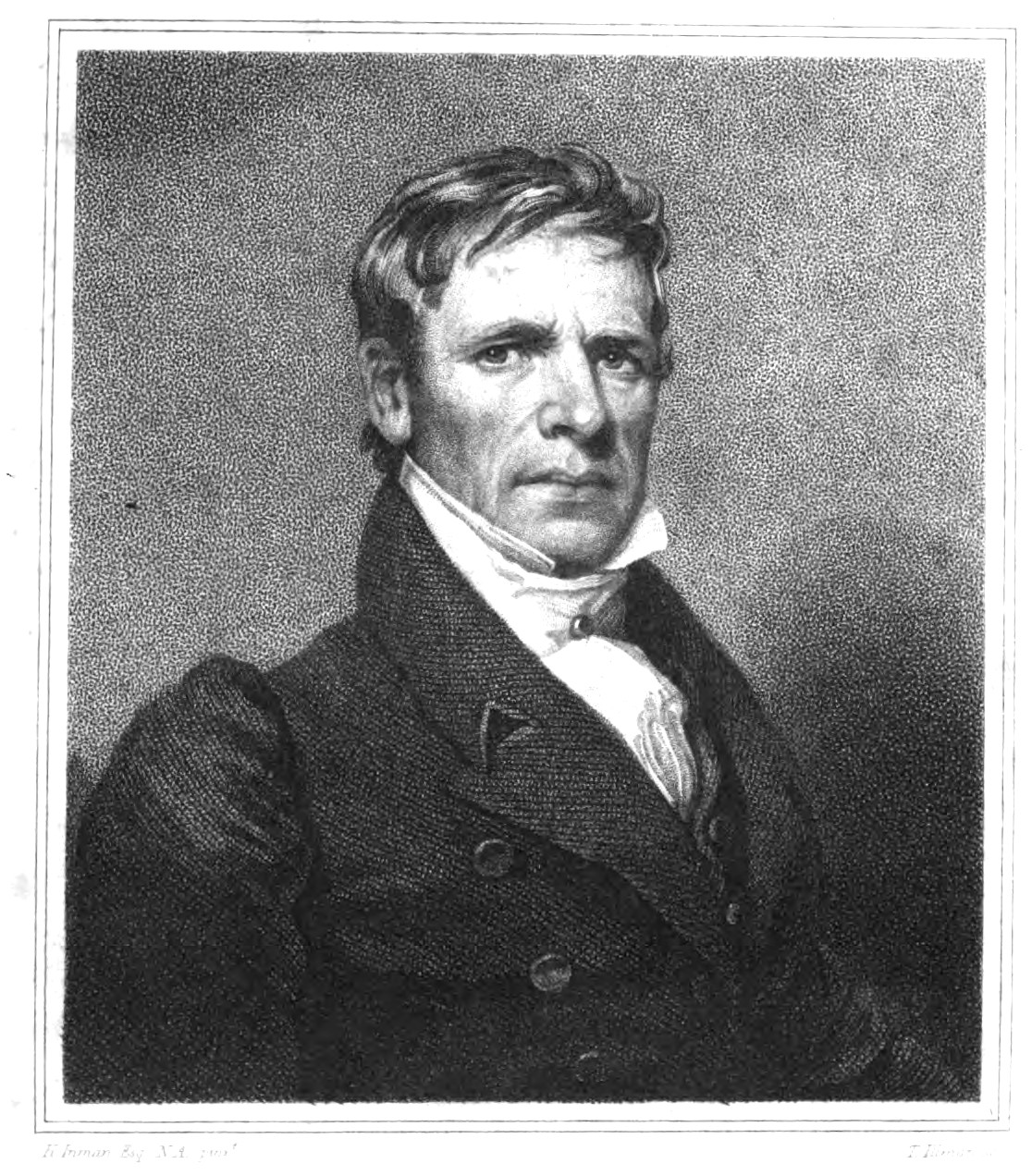
ジョン・タナー、ジェームズ]の著書の挿絵

ジョン・タナー（John Tanner、1780年頃 – 1846年頃）はアメリカ合衆国の西部開拓時代の人物である。9歳の時、オジブワ族のインディアンに拉致され、インディアンの中で育ち、後にヨーロッパ人のガイドや通訳として働いた。その生涯は1830年に、博物学者、エドウィン・ジェームズによって、"A Narrative of the captivity and adventures of John Tanner" として出版され、知られることになり、貴重な歴史資料として残された。

## 略歴
ヴァージニア出身の元説教師の息子に生まれた。家族は1789年に現在のケンタッキー州のオハイオ川流域に入植した。この地域は北西インディアン戦争で、ショーニー族との紛争で危険な場所であった。1879年にターナーは9歳で、2人のオジブワ族のインディアンによって、ミシガンへ連れ去られた。2年間、ひどく扱われた後、オタワの　Netnokwa　というインディアン女性に売られ、彼女からインディアンとしての、狩などの技術を学び、戦闘の仲間にも加わった。1790年から1820年の間、オジブワ族やソートー族と五大湖やレッド川の地域に住んだ。
タナーがインディアンとして暮らしている時代は、伝統的な森林での狩による生活スタイルが失われていった時代であった。西洋人との毛皮取引は、自給自足の生活を壊し、獲物の不足を招き、銃やアルコールの流入は、インディアンの生活に悪影響を与えていた。
20歳のときに、オジブワ族の女性と結婚した。1801年に出会った毛皮商人のダニエル・ファーモンはその日記にターナーはソートー語だけを話し、肌の色を除けば、インディアンのようで、そのリーダーであったと記している。1807年に最初の妻が去り、1810年に別のインディアン女性と再婚し、2人の子供が生まれた。
1812年にイギリス人の第5代セルカーク伯爵、トーマス・ダグラスが、カナダに移民居留地を購入した時、殖民者が最初の冬を越えるための、バイソンの狩猟を手伝った。1817年に伯爵にガイドとして雇われ、ダグラス砦を毛皮取引所にすることに成功した。伯爵はターナーに興味を持ち、ターナーの家族をアメリカに移し、西洋人の暮らしに戻そうとしたが、1818年から4年ほどの試みの後、文化的な隔たりは大きく、その望みは断念された。
ターナーはカナダに戻り毛皮取引の会社で働き、1823年に最初の妻の子供を引き取ろうとしたが、妻の一族と諍いとなり負傷を負い、長い治療中に、元の家族は行方をくらました。
1827年に家族が住む、ヒューロン湖のマキノー島に戻り、アメリカ陸軍の駐留所の通訳として働いた。軍医の博物学者、エドウィン・ジェームズと知り合い、ジェームズはターナーのオジブワ族の中で暮らした生涯を聞き取り、1830年に"A Narrative of the Captivity and Adventures of John Tanner..."として出版した。この本は有名になり、歴史的にも貴重な資料となった。後にドイツ語、フランス語に翻訳、出版された。ターナーはジェームズに協力し、新約聖書のオジブワ語への翻訳にも貢献した。
1828年にスーセントマリーに移り、初期のインディアンの文化の研究家、ヘンリー・スクールクラフトの通訳として働いたが、スクールクラフトと宣教師とのミッションスクールの運営をめぐる対立に巻き込まれ、信頼を失い、1933年までには職を失った。
1846年にターナーの住む小屋が焼け落ち、数日後、スクールクラフトの弟が殺されたのが発見されたのと同時にターナーは姿を消した。殺人はターナーが犯人であると疑われたが、行方不明のまま1年後に町の近くの沼で遺体が発見された。
同名の孫、ジョン・ターナーがサスカチェワン川で渡し船を経営し、マニトバ州のミネドーサにターナーズ・クロシングという地名が残された。